# Adalgizel
Adalgizel ali  Adalgis (latinsko Adalgiselus ducis, vojvoda Adalgizel) je bil frankovski vojvoda in dvorni majordom Avstrazije, * ni znano, † ni znano.
Na položaj majordoma je prišel decembra 633 ali januarja 634, ko je avstrazijski kralj postal mladoletni Sigibert III..  Adalgizel in kölnski škof  Kunibert sta bila Sigibertova regenta.  Vse tri je imenoval Sigibertov oče, kralj Dagobert I..
Adalgizel in Grimoald sta okoli leta 639 povedla  avstrazijsko vojsko  proti Turingiji.  Visoko plemstvo je na pohodu dezertiralo,  zato sta morala poskrbeti predvsem za kraljevo varnost, avstrazijsko vojsko pa je kasneje porazil turingijski vojvoda Radulf.  
Malo kasneje, verjetno ob Dagobertovi smrti, je izgubil vojvodski položaj, na katerem ga je zamenjal Pipin Landenski. Nobenega dokaza ni, da je takrat umrl. V nekaj listinah iz tistega časa se omenja oseba z enakim imenom, ki bi lahko bila on, zato je umrl morda  mnogo kasneje. 
Adalgizel je imel najmanj dva sinova
- Bodogizela (ali Boba), ki ga je spremljal na pohodu proti Turingom in je kasneje postal vojvoda Auvergneja, in
- Ragenfrida, domestika leta 694.[2]